# Presa din Oradea
Primul ziar profesionist din Oradea, Bihar, a apărut în anul 1862, sub patronajul lui Hügel Ottó și redactorul Gyõrffy Gyula. Între 1868 și 1870 același Hügel Ottó a înființat alte două ziare, respectiv Nagyváradi Lapok și Nagyvárad, punând astfel bazele presei scrise orădene. 
La 17 iunie 1874 Laszky Ármin înființează ziarul Szabadság, la care din anul 1900 va scrie poetul Ady Endre.
Anul 1880 marchează începutul presei în limba română din Oradea, o dată cu tipărirea revistei culturale Familia, a lui Iosif Vulcan, revistă ce există și astăzi. Până în perioada interbelică se înființează alte peste 20 de ziare locale, atât românești cât mai ales maghiare. Cele mai importante ar fi Nagyváradi Napló (1898), Tavasz (1919), Cele Trei Crișuri (revistă de cultură din perioada interbelică a colonelului Bacaloglu). 
În cei 45 de ani ai comunismului, presa orădeană a fost o unealtă propagandistică a PCR, puține articole și ziare fiind cu adevărat profesioniste și libere. Imediat după căderea regimului dictatorial al lui Nicolae Ceaușescu presa românească a început din nou să înflorească. Vechile reviste literare și cotidiene precum Familia sau Jurnal Bihorean s-au reînființat. Astăzi presa orădeană este reprezentată prin 6 cotidiene și reviste locale, două agenții de presă, 3 posturi locale de televiziune și 8 posturi de radio.
| Publicații - Crișana - cotidian - Jurnal Bihorean - cotidian - Reggeli Újság - cotidian de limbă maghiară - Bihari Napló - cotidian de limbă maghiară - Informația de vest - stiri online - Bihoreanul - săptămânal - Erdelyi Naplo - săptămânal de limbă maghiară - Familia - revistă periodică de cultură - Alpha - revistă enciclopedică de cultură și civilizație - PC Games - revistă națională de jocuri PC - Connect - revistă de IT&GSM - CD Forum - revistă națională de softuri educaționale - Blanca - revistă națională pentru femei - Oradea Press - portal de știri - InfoOradea - portal de stiri online - Bihor Expres Agenții de presă - Agenția de presă RADOR - Agenția de presă AGERPRES Arhivat în 14 mai 2022, la Wayback Machine. | Televiziuni - Televiziunea Română - redacția județului Bihor - Antena 1 Oradea - Pro TV Oradea - Transilvania Tv- televiziune locală care cuprinde evenimentele din județul Bihor Posturi de radio locale - Radio România Actualități - redacția județului Bihor - Radio Național FM - Radio Transilvania - Radio Kiss FM - Radio Vocea Evangheliei - Radio Maria - Radio Mix FM - Radio Partium |